# Palazzo della Curia (Salerno)
Il Palazzo della Curia di Salerno (detto anche "Palazzo Arcivescovile") sorge nel Centro storico, a fianco del Duomo.

## Storia
Prima dell'anno mille fu creato questo palazzo (su fondazioni di un'edificazione romana del IV secolo, rinvenuta recentemente) per ospitare la Curia e l'arcivescovo della cattedrale di Salerno. Dal 983 divenne sede dell'archiepiscopio. 
Successivamente il palazzo ha avuto modifiche ed ingrandimenti di rilievo, specialmente durante il tardo Rinascimento. L'architetto Ferdinando Sanfelice nel sec. XVII lo ristrutturo' dandogli quasi tutto l'attuale aspetto.
Attualmente nel piano terra il palazzo ha affiancato il cosiddetto Tempio di Pomona, mentre nel piano superiore ha un ponte di collegamento con il Duomo cittadino.
Ricerche successive hanno evidenziato  che di origine romana sono le sole colonne del colonnato esterno  alla sala e di quelle del colonnato esterno, materiali di spoglio provenienti dal tempio della Pace di Paestum e da Ostia. Sempre materiale di spoglio e riuso risulta una lapide murata sulle pareti della sala che ricorda il donativo per un tempio fatto da un augustale.  
Al suo interno si hanno quattro tele di Francesco Solimena (intitolate "Saul agitato", "Loth e le figlie", "Sacrificio di Isacco" e "Giuditta e Oloferne") ed alcune di Francesco Giordano, oltre a numerosi quadri del XVIII secolo.
Il palazzo si trova a duecento metri dall'antica Via dei Mercanti (la principale del centro storico) e viene visitato da molti turisti nel periodo estivo.
Inoltre va ricordato che il palazzo fu danneggiato durante i bombardamenti ed il successivo sbarco alleato a Salerno nella seconda guerra mondiale, ma fu completamente ristrutturato negli anni cinquanta del Novecento.